# 名誉神学博士
名誉神学博士（めいよしんがくはかせ、英語：doctor of divinity、ラテン語：divinitatis doctor、略称：D.D.）は、神学における上級の学位。歴史的には、キリスト教神学や宗教に関した科目を教える許可をうけていることを証明するものである。今日では、キリスト教会への貢献者に対して、修学課程や学位論文なしに授与される学位である。

## 英国
英国では、名誉神学博士は大学によって保障される最高位の博士号である。通常、地位があり卓越した宗教学者の上に授与される。
伝統的には、名誉神学博士号は、法学ならば法学博士の上、医学ならば医学博士の上、文学ならば文学博士の上、理学ならば理学博士の上、音楽ならば音楽博士の上など、それぞれの分野において、各博士号の上に置かれていた。20世紀に大学が世俗していった結果、名誉神学博士は、事実上、その優越的な地位を失ったが、形式的には、オックスフォード大学、ケンブリッジ大学、ダーハム大学などのイングランドの大学や、セント・アンドルーズ大学、グラスゴー大学、アバディン大学、エディンバラ大学などのスコットランドの大学では、いまだに最高の学位とされる。

## 米国
アメリカ合衆国では、名誉神学博士号は、名誉学位として授与される。アメリカでは最高の博士号というシステムはない。従って、最高の学問的学位は、哲学博士、神学博士、世俗神学博士である。神学に当てはまる専門的学位は、聖書研究博士、実践神学博士と牧会学博士である。

## 現代的用法
近年では、名誉神学博士号は、宗教に関係する卓越した個人の業績の名誉を保障するものである。ほとんどの英語圏では、宗教の博士課程の学業と研究を終了した学生は、名誉神学博士ではなく、哲学博士、神学博士を通常は授与される。わずかな大学は、いまだに、個人の著作活動による神学の貢献に対して、名誉神学博士を授与している。
早い例としては、ジョン・アンドリューズ師（ペンシルベニア大学の四代目教務部長）である。以前よりは少なくなったが、ランベス宮殿によって博士号が与えられている。

## 著名な名誉神学博士
- 宮川経輝（大阪教会牧師）
- 原田助（同志社社長）
- 八木誠一（ベルン大学）
- 渡辺善太（東京神学大学）
- 本田弘慈（ロサンゼルス神学院）
- 岡田稔
- 手束正昭
- 徳善義和（ワルトブルグルーテル神学校）
- アリスター・マクグラス（オックスフォード大学）
- ウィリアム・ブース（オックスフォード大学）
- グラハム・ケンドリック（ブリュネル大学）
- 岸義紘
- ジョージ・ミラー・ローランド（ミドルベリー大学）
- デヴィッド・ボウマン・シュネーダー（東北学院院長）